# جاش کیتون
جاش کیتون (انگلیسی: Josh Keaton؛ زادهٔ ۸ فوریهٔ ۱۹۷۹) یک هنرپیشه، و خواننده اهل آمریکا است. وی از سال ۱۹۸۷ میلادی تاکنون مشغول فعالیت بوده‌است. او کار خود را به عنوان یک بازیگر کودک آغاز کرد.
اسم کامل او جاشوا لوئیس وینر نام دارد

## زندگی (کوتاه)
کیتون در Hacienda Heights کالیفرنیا از یک پدر اهل بروکلین، نیویورک و مادرش از لیما، پرو متولد شد. [1] او سه خواهر دارد: دانیل ، آلیسا (علی نواررو) و سابرینا. او به زبان اسپانیایی مسلط است.

## شغل
حرفه او شامل بازیگری، بازی های ویدئویی و فیلم ، با ترکیبی از کارهای زنده و صدا برای انیمیشن ها.
او مرد عنکبوتی را در سری انیمیشن مرد عنکبوتی دیدنی در CW منتشر کرد. او در ابتدا تصور می کرد مرد عنکبوتی در بازی ویدئویی 2002 مرد عنکبوتی را داشته باشد، اما وقتی که توبی مگوایر به شخصیت صدا می آمد، کار صدای او به عنوان هری Osborn / Green Goblin بازنویسی شد. او همچنین نقش هری اسبورن در بازی ویدئویی 2007 بازیگر مرد عنکبوتی: Friend or Foe و مرد عنکبوتی را در بازی های ویدئویی دوباره به تصویر کشید و در کارتون مردعنکبوتی خارق العاده و چند قسمت از سریال های کارتونی مارول جای مردعنکبوتی حرف زد.
در 2016 اعلام شد که کیتون صداپیشگی شیرو را دارد، که یکی از شخصیت های اصلی سری انیمیشن های جدید ولتران است. ولتران: مدافع افسانه ای در تاریخ 10 ژوئن به طور انحصاری بر روی Netflix قرار گرفت.